# Look Outside
Look Outside — компьютерная ролевая игра в жанре survival horror, разработанная Фрэнсисом Куломбом и изданная Devolver Digital. Релиз игры состоялся в Steam 21 марта 2025 года. 

## Геймплей
Look Outside представляет собой ролевую игру в жанре survival horror с пиксельной графикой.

## Сюжет
Главный герой, одинокий мужчина по имени Сэм, оказывается запертым в своей квартире, пока снаружи происходит нечто необъяснимое. Он испытывает непреодолимое желание выглянуть в окно, но сдерживает себя, опасаясь последствий. Те, кто увидел небо, подверглись жутким изменениям, а оставшиеся в живых вынуждены адаптироваться к новой реальности. По слухам, через 15 дней всё должно закончиться, но до тех пор Сэм вынужден выживать, используя запасы еды, бытовые предметы и социальные сети, стараясь не поддаться соблазну открыть дверь и выяснить, что происходит за её пределами.

## Отзывы и критика
| Сводный рейтинг      | Сводный рейтинг |
| Агрегатор            | Оценка          |
| -------------------- | --------------- |
| Metacritic           | 83/100          |
| OpenCritic           | 91%             |
| Иноязычные издания   |                 |
| Издание              | Оценка          |
| Shacknews            | 9/10            |
| Siliconera           | 8/10            |
| Digitally Downloaded | [ 5 ]           |
| Checkpoint Gaming    | 7/10            |

Согласно Metacritic, Look Outside получила «в основном положительные» отзывы от критиков. По данным OpenCritic, средний балл от ведущих критиков составил 83%.
Лукас Уайт из Shacknews оценил Look Outside в 9 из 10, описав её как «немного похожую на новый, пропитанный ужасом Wizardry». Он похвалил зловещую атмосферу, необычный и жуткий художественный стиль игры. Однако среди недостатков он указал на проблемы с балансом сложности, а также на неудобное управление контроллером без возможности переназначения кнопок. 
Стефани Лю из Siliconera оценила игру в 8 из 10, отметив жуткую атмосферу, пиксельный стиль и сюжет. Она написала, что Look Outside «отлично передаёт атмосферу лавкрафтовского ужаса», создавая «тёмную, гнилостную и тихую» обстановку, однако раскритиковала боевую систему за предсказуемость и ситуации, в которых персонажи полностью теряют возможность действовать. 
Мэтт из Digitally Downloaded оценил игру в 4,5 из 5, отметив разнообразие сюжетных линий. Он сравнил сюжет с повестью Стивена Кинга «Туман» и высоко оценил визуальный стиль, отметив, что Look Outside «останется с вами, свернувшись в вашем сознании и продолжая озадачивать вас ещё долго после того, как компьютер перейдёт в спящий режим». 
Чарли Келли из Checkpoint Gaming поставила игре 7 из 10, похвалив атмосферу тревоги и напряжённости. Она охарактеризовала Look Outside как «хорошую игру в своем жанре». Однако, по её мнению, навигация по уровням могла вызывать фрустрацию из-за отсутствия карты, а на нормальном уровне сложности игра становилась слишком лёгкой.